# Hixam el Guerrouj
Hixam el Gerrouj (àrab: هشام الكروج, Hixām al-Garrūj) (Berkane, 14 de setembre de 1974) és un atleta retirat marroquí, especialista en proves de mig fons. Ostenta l'actual rècord del món de 1.500 metres (3:26.00) . També va ser campió olímpic i mundial.
Va ser reconegut tres vegades atleta de l'any per la IAAF: 2001, 2002 i 2003.

## Primers anys
Nascut el 14 de setembre de 1974 a la ciutat de Berkane, Marroc, es va aficionar a l'atletisme als 15 anys i el 1992 va ser seleccionat per la Federació Marroquina per assistir als Campionats del Món Júnior disputats a la ciutat de Seül, a Corea del Sud, aconseguint una medalla de bronze.
Va començar a donar-se a conèixer internacionalment l'any 1994, amb 19 anys, i amb una marca de 3:33.61 en els 1.500 metres aconseguida a la ciutat francesa de Niça, i acabant cinquè en el rànquing mundial de l'any, un rànquing encapçalat per l'algerià Noureddine Morceli (3:30.61)

## Primers èxits mundials
L'any 1995 Hixam va aconseguir els seus primers èxits en competicions importants. Aquell hivern es va proclamar campió del món de 1.500 m en pista coberta i a l'estiu va aconseguir la medalla de plata en la final d'aquesta mateixa prova al Campionat Mundial d'Atletisme a l'aire lliure de Göteborg, Suècia, amb 3:35.28, superat tan sols per l'algerià Morcelli (3:33.73). En aquest any la seva millor marca van ser 3:31.16 aconseguits a la ciutat de Colònia, Alemanya, la tercera millor marca del món.
El Guerrouj era un dels favorits per a guanyar l'or en els Jocs Olímpics d'Atlanta del 1996, però quan s'estava disputant la final dels 1.500 m, una caiguda a mitja cursa el va obligar a abandonar la prova, que seria guanyada altra vegada per l'algerià Morcelli, amb l'espanyol Fermín Cacho segon. No obstant això poques setmanes després dels Jocs va demostrar la seva gran categoria fent a Brussel·les la seva millor marca personal amb 3.29.05, convertint-se en líder mundial de l'any.
El 1997 es va proclamar campió del món de 1.500 m, tant en pista coberta com en els mundials a l'aire lliure disputats a Atenes. Al febrer va batre els rècord del món de 1.500 m i la milla en pista coberta amb 3:31.18 i 3:48.45 respectivament, i a l'estiu en la reunió de Zúric, Suïssa, va millorar de nou el seu millor marca fent 3:28.91, sent per segon any el líder mundial.
El 1998 no es van disputar competicions d'importància, però en la reunió de Roma celebrada el 14 de juliol va aconseguir per fi el seu gran objectiu de batre el rècord mundial dels 1.500 metres amb 3:26.00, superant en més d'un segon l'anterior rècord de Morcelli que datava de 1995 (3.27.37). El 1999 va guanyar de forma espectacular la medalla d'or als Campionats Mundials de Sevilla, amb una marca de 3:27.65, el temps més ràpid mai vist en un gran campionat, ja siguin Jocs Olímpics, campionats mundials o europeus. Posteriorment va batre a Roma el rècord mundial de la milla amb 3:43.12, superant l'anterior rècord de Morcelli que datava de 1993 (3:44.39).
Sent el gran favorit per endur-se la medalla d'or dels 1.500 m als Jocs Olímpics de Sydney 2000, ja que poc abans d'acudir a Austràlia va fer la gran marca de 3:27.21 a Zuric, a la final olímpica es va veure sorprès en la recta de meta pel poderós atleta kenyà Noah Ngeny, que va vèncer amb 3:32.07, nou rècord olímpic. Hixam es va haver de conformar amb la plata amb 3:32.32. Malgrat ser el millor del món entre 1996 i 2000, es quedava sense la glòria olímpica.
Hixam continuà el seu domini l'any 2001, quan va fer a Brussel·les un temps de 3:26.12, molt proper al seu propi rècord del món, i als Campionats del Món disputats a Edmonton, Canadà, va guanyar per tercera vegada consecutiva el títol dels 1.500 metres, igualant els tres títols de Morcelli entre 1991 i 1995.

## Un doble repte
Després de tornar a dominar el rànquing el 2002 (3:26.89 en Zuric) El Guerrouj va decidir buscar majors desafiaments, i sense abandonar la prova de 1.500 va decidir donar el salt a la distància superior, els 5.000 metres, amb la vista posada en els següents Jocs Olímpics. La seva aposta va tenir un èxit complet. El 12 de juny de 2003 va aconseguir a Ostrava, República Txeca, un temps de 12:50.24 en els 5.000 metres, malgrat ser segon en la prova per darrere Stephen Cherono (12:48,81).
En els mundials de París 2003 va provar per primera vegada a intentar el doblet en 1.500 i 5.000 m, amb la duresa que suposa fer cinc carreres en menys d'una setmana. Va guanyar en els 1.500 metres el seu quart títol mundial consecutiu, quelcom que ningú havia fet en aquesta prova, i en els 5.000 metres sols va cedir en una carrera rapidíssima davant el kenyà Eliud Kipchoge per quatre centèssimes. A més de la seva aposta pels 5.000 metres, aquest mateix any va tornar a liderar el rànquing de 1.500 metres per vuitè any consecutiu, amb un temps de 3.28.40 fet a Brussel·les.
La gran competició de la seva vida havien de ser els Jocs Olímpics d'Atenes 2004. Després de les desil·lusions d'Atlanta i Sydney Hixam va apostar en gran per a aconseguir un doblet històric. Des del mític finlandès Paavo Nurmi que l'havia realitzat l'any 1924 ningú més havia estat capaç de fer aquest doblet en uns Jocs Olímpics. En ambdues proves El Guerrouj va trobar una feroç resistència. A la final de 1.500 metres, una carrera de ritme lent, solament va poder imposar-se en un sprint agònic al kenyà Bernard Lagat sobre la mateixa línia de meta, per a guanyar amb 3.34.18.
Més difícils havien de ser les coses en el 5.000, car a part del cansament acumulat, en la prova estava ni més ni menys que el recent plusmarquista mundial de la distància i campió olímpic de 10.000 m, l'etíop Kenenisa Bekele. No obstant això el ritme lent de la carrera va jugar a favor d'El Guerrouj, ja que no va tenir problemes per a aguantar el ritme dels etíops i, gràcies al seu millor final, atès que prové d'una distància inferior, va aconseguir alçar-se amb la medalla d'or amb 13.14.39. Aquest doble èxit va fer de Hixam el Guerrouj un dels millors mitgfondistes de la història. Després dels Jocs va ser rebut com un heroi al seu país, sent l'ídol dels joves com en el seu moment ho fou Said Aouita.

## Retir i activitats socials
Amb 30 anys complerts, i després d'haver guanyat tot el que es pot guanyar, Hixam va decidir prendre's l'any 2005 amb més calma, planejant ja la seva prompta retirada. Encara que tenia previst assistir als Mundials de Hèlsinki finalment una amigdalitis li va impedir competir. Finalment Hixam el Guerrouj va anunciar la seva retirada el 22 de maig de 2006.
L'any 2004 fou reconegut amb el Premi Príncep d'Astúries dels Esports pels seus extraordinaris èxits esportius així com pel seu compromís amb l'esport i la societat, especialment amb la joventut i els més necessitats.
De forma paral·lela a la seva activitat esportiva col·labora activament amb diverses causes humanitàries, sent Ambaixador de Bona Voluntat de l'UNICEF i col·labora en àmbits de l'escolarització, salut, nutrició i desenvolupament en benefici dels nens i nenes marroquines.

## Millors marques
- 800 metres - 1:47,18 (1995)
- 1.000 metres - 2:16,85 (1995)
- 1.500 metres - 3:26,00 (1998, Rècord del Món)
- Milla - 3:43,13 (1999, Rècord del Món)
- 3.000 metres - 7:23,09 (1999)
- 5.000 metres - 12:50,24 (2003)